# Schronisko w Burkucie
Schronisko PTT w Burkucie – nieistniejące obecnie schronisko turystyczne, położone na we wsi Burkut na wys. 1013 m n.p.m. Powstało w 1930 z inicjatywy stanisławowskiego oddziału Polskiego Towarzystwa Tatrzańskiego. W 1935 roku zaniedbane schronisko odnowiono i uruchomiono na nowo. Było otwarte całorocznie, oferowało 22 miejsca noclegowe.
Był to niewielki obiekt, wskutek czego podjęto decyzję o wybudowaniu nowego, większego budynku, który oddano do użytku w 1939 roku, krótko przed wybuchem II wojny światowej. Obiekt został zniszczony podczas wojny.

## Szlaki turystyczne (1935)
- na Watonarkę (1275 m n.p.m.) przez Łukawicę (1506 m n.p.m.),
- na Babę Ludową (1586 m n.p.m.) przez Łukawicę i Halę Michajłowa,
- do gajówki Popadyniec
- na Czywczyn (1769 m n.p.m.) przez Prełuczny (1566 m n.p.m.) i Budyjowską Wielką (1678 m n.p.m.),
- na Czywczyn dolina Czeremoszu i przez Czolakin (1472 m n.p.m.)[4]